# 스가누마촌 (아이치현)
스가누마촌(菅沼村)은 일본 아이치현 미나미시타라군에 설치되었던 촌이다. 현재의 신시로시의 일부에 해당한다.